# Harpagomyces lomnickii
Harpagomyces lomnickii är en svampart som beskrevs av Wilcz. 1911. Harpagomyces lomnickii ingår i släktet Harpagomyces, divisionen sporsäcksvampar och riket svampar.   Inga underarter finns listade i Catalogue of Life.